# Domingo del Castillo Sanz de Santamaría
Domingo María del Castillo Guevara y Sanz de Santamaría fue un regidor colonial neogranadino, llamado tercer Marqués de Surba, dueño del mayorazgo de San Lorenzo de Bonza, también fue alcalde ordinario de Tunja en 1816 durante la reconquista de la Nueva Granada. 
Estudió en el colegio de San Bartolomé de Bogotá, graduado en 1790.
Fue hijo del segundo marqués de Surba Ignacio Javier Del Castillo Y Sanz De Santamaría y de Josefa Sanz de Santamaría Y Mojica. Se casó con Ignacia de Vargas Machuca con la cual tuvo varios hijos, uno de ellos fue Luis del Castillo Guevara y de Vargas heredero el marquesado creado por su bisabuelo Luis Diego del Castillo.